# Henry Cárdenas
Henry Cárdenas Orduz (Sogamoso, 30 ottobre 1965) è un ex ciclista su strada colombiano.

## Carriera
Passò professionista nel 1986, nella sua carriera prese parte a quattro edizioni dei Campionati del mondo di ciclismo su strada, senza tuttavia mani portarne a termine una, tre edizioni del Tour de France e del Giro d'Italia ed a cinque della Vuelta a España, proprio in quest'ultima competizione ottenne il suo miglior risultato in una classifica finale di un Grande giro, il nono posto dell'edizione 1987 vinta dal suo connazionale nonché compagno di squadra Luis Herrera.
Nel 1987 ottenne una delle sue più importante prestazione professionistica al Critérium du Dauphiné Libéré, vinse la tappa di alta montagna che arrivava a Valfréjus e lottò con Charly Mottet per la vittoria finale, venendo tuttavia "sconfitto".
Nel 1989 è secondo dietro Reynel Montoya ai Campionati colombiani di ciclismo su strada e nel 1992, dopo il ritiro di Herrera, viene ingaggiato per una breve periodo dalla Carrera di Claudio Chiappucci con il compito di coadiuvarolo nelle tappe di alta montagna delle corse a tappe, ma rimane con la formazione italiana una sola stagione; negli anni successivi corre prevalentemente in Sud America tornando alla vittoria in più occasioni.

## Palmares
- 1985 (Cafam, una vittoria)

10ª tappa Vuelta a Colombia (Guadalajara de Buga > Manizales)
- 1987 (Varta, una vittoria)

7ª tappa Critérium du Dauphiné Libéré (Chambéry > Valfréjus)
- 1988 (Café de Colombia, due vittorie)

Prologo Tour des Amériques
3ª tappa Clásico RCN (Bogotà > Bogotà)
- 1991 (Postobon, due vittorie)

3ª tappa Triple Sanyo Contra Reloj
Classifica generale Triple Sanyo Contra Reloj
- 1995 (Gaseosas Glacial, quattro vittoria)

Classifica Generale Vuelta al Tolima
4ª tappa Grand Prix Pony Malta
Classifica generale Grand Prix Pony Malta
4ª tappa Clásico RCN (Armenia > Espina)
- 1996 (Selle Italie, due vittorie)

2ª tappa Clásica Colprensa
2ª tappa Clásico RCN (Bucaramanga > Barbosa)

### Altri successi
- 1984 (?, una vittoria)

Classifica giovani Vuelta a Antioquia
- 1985 (Cafam, una vittoria)

Classifica giovani Clásico RCN
- 1987 (Varta, una vittoria)

Classifica scalatori Tour de l'Avenir

## Piazzamenti

### Grandi Giri
- Giro d'Italia

1989: 44º
1992: 41º
1996: ritirato (9ª tappa)
- Tour de France

1988: ritirato (4ª tappa)
1989: non partito (5ª tappa)
1991: 43º
- Vuelta a España

1987: 9º
1988: ritirato (13ª tappa)
1990: 32º
1991: 26º
1992: ritirato (14ª tappa)

### Competizioni mondiali
- Campionati del mondo

Villach 1987 - In linea Professionisti: ritirato
Ronse 1988 - In linea Professionisti: ritirato
Agrigento 1994 - In linea Elite: ritirato
Duitama 1995 - In linea Elite: ritirato